# پرواز ۸۴۷ خطوط هوایی ترنس ورلد
پرواز شماره ۸۴۷ خطوط هوایی ترانس ورلد (TWA) یک پرواز از قاهره به سن دیگو با توقف در مسیر در آتن، رم، بوستون و لس آنجلس بود. در صبح روز ۱۴ ژوئن ۱۹۸۵، پرواز ۸۴۷ اندکی پس از پرواز از آتن، ربوده شد. هواپیماربایان خواستار آزادی ۷۰۰ مسلمان شیعه از اسارت اسرائیل شدند و بارها این هواپیما را به بیروت و الجزیره بردند. منابع غربی، آن‌ها را اعضای گروه شبه‌نظامی حزب‌الله لبنان دانستند، ادعایی که حزب‌الله آن را رد می‌کند.
مسافران و خدمه این پرواز، یک مصیبت بین قاره‌ای سه روزه را متحمل شدند. تعدادی از مسافران تهدید و تعدادی مورد ضرب و شتم قرار گرفتند و ۷ تن از مسافران دارای نام‌های یهودی از بقیه جدا شدند. در این بین، یک غواص از نیروی دریایی ایالات متحده با نام رابرت استتم به قتل رسید و هواپیماربایان جسد او را در محوطه فرودگاه انداختند. ده‌ها مسافر طی این دو هفته گروگان گرفته شدند تا این‌که پس از برآورده شدن برخی از خواسته‌هایشان توسط رباینده‌ها آزاد شدند.

## اهداف
خواسته‌های اولیه هواپیماربایان عبارت بودند از:
- آزادسازی عوامل "کویت ۱۷"، (کسانی که در بمب‌گذاری ۱۹۸۳ سفارت آمریکا در کویت دست داشتند)[۴]
- آزادی همه ۷۶۶ شیعه عمدتاً لبنانی که به اسرائیل منتقل شده بودند، همراه با خروج فوری نیروهای اسرائیلی از جنوب لبنان[۱][۵][۶]
- محکومیت بین‌المللی اسرائیل و ایالات متحده آمریکا[۱]

## ملیت سرنشینان هواپیما
| ملیت         | مسافران | خدمه | جمع |
| ------------ | ------- | ---- | --- |
| استرالیا     | ۳       | ۰    | ۳   |
| فرانسه       | ۸       | ۱    | ۹   |
| یونان        | ۱۵      | ۰    | ۱۵  |
| ایتالیا      | ۱۱      | ۰    | ۱۱  |
| انگلستان     | ۲۴      | ۰    | ۲۴  |
| ایالات متحده | ۷۸      | ۷    | ۸۵  |
| جمع          | ۱۳۹     | ۸    | ۱۴۷ |

حزب‌الله مسئولیت ربودن این هواپیما را مانند حملات متعدد دیگری را که به این گروه نسبت داده می‌شود، تکذیب کرد.

## فیلم‌ها
- فیلم نیروی دلتا محصول ۱۹۸۶ بر اساس هواپیماربایی پرواز ۸۴۷ ساخته شده‌است.
- The Taking of Flight 847: The Uli Derickson Story یک فیلم تلویزیونی محصول ۱۹۸۸ است که بر اساس این حادثه با تمرکز بر نقش مهماندار هواپیما اولی دریکسون (با بازی لیندزی واگنر) ساخته شده‌است.